# Berliner FC Vorwärts 1890
Berliner FC Vorwärts 90 was een Duitse voetbalclub uit de hoofdstad Berlijn. De club werd opgericht in 1890 en fusioneerde in 1927 Berliner TuFC Union 1892 en nam zo de naam SpVgg Blau-Weiß Berlin aan.

## Geschiedenis
BFC Vorwärts 90 werd opgericht in 1890. Op 4 november 1890 was de club een van de stichtende leden van de Bund Deutscher Fußballspieler en nam deel aan het kampioenschap in 1891/92. Datzelfde jaar nam de club ook deel aan het allereerste kampioenschap van de Duitse voetbal- en cricketbond. De competitie werd gewonnen door The English FC 1890, Vorwärts werd zevende op acht clubs. Ook de volgende seizoen speelde de club in deze competitie, maar zonder succes.
In 1895/96 werd de club derde achter BTuFC Viktoria 1889 en BFC Germania 1888. Het volgende seizoen deed de club het nog beter met een tweede plaats en in 1898 werd de club voor het eerst kampioen. Ook de volgende drie seizoenen wist de club de titel te veroveren. In 1901 werd de bond opgeheven en ging de club verder spelen in de competitie van de Markse voetbalbond. In de competitie speelden ook clubs van buiten Berlijn. De club eindigde bovenaan samen met Viktoria Cottbus en speelde een finale die het met 2-1 won. De volgende seizoenen moest de club genoegen nemen met een plaats in de middenmoot of de subtop. Nadat de Markse voetbalbond in 1911 moest fuseren met de Berlijnse atletiekbond en de veel sterkere Berlijnse voetbalbond, omdat de Duitse voetbalbond niet langere meerdere clubs uit Berlijn wilde toelaten tot de nationale eindronde, ging de club verder spelen in de competitie van de Brandenburgse voetbalbond.
In het eerste seizoen kon een degradatie net vermeden worden. De club eindigde weliswaar vijfde op tien clubs, maar de competitie ging van twintig naar tien clubs. Na enkele jaren subtop zakte de club weg en vermeed twee keer een degradatie, omdat die er niet was tijdens de Eerste Wereldoorlog. Langzaam ging het beter en in 1920/21 werd de club voor het eerst kampioen. De competitie was gesplitst en de club nam het op tegen de andere groepswinnaar BFC Preußen en won beide wedstrijden. Hierdoor stootte de club voor het eerst door naar de eindronde om de Duitse landstitel. Na overwinningen op Stettiner SC en Duisburger SpV plaatste de club zich voor de finale, maar verloor deze met duidelijke 5-0 cijfers van 1. FC Nürnberg. Het volgende seizoen had de club evenveel punten als Norden-Nordwest, maar verloor de play-off. In 1922/23 werd de club opnieuw groepswinnaar, maar verloor de play-off van SC Union 06 Oberschöneweide.
De volgende seizoenen eindigde de club in de middenmoot en op 27 juli 1927 fusioneerde de club met voormalig landskampioen BTuFC Union 92 en werd zo SpVgg 1890 Blau-Weiß.

## Erelijst
Kampioen Berlijn (DFuCB)
1898, 1899, 1900, 1901
Kampioen Markse voetbalbond
1902
Kampioen Brandenburg
1921